# Canthon quinquemaculatus
Canthon quinquemaculatus е вид бръмбар от семейство Листороги бръмбари (Scarabaeidae). Видът не е застрашен от изчезване.

## Разпространение
Разпространен е в Аржентина (Буенос Айрес, Кордоба, Кориентес, Мендоса, Мисионес, Салта, Сан Салвадор де Хухуй, Сантяго дел Естеро и Чако), Боливия, Бразилия (Амазонас, Мато Гросо, Мато Гросо до Сул, Парана, Рио Гранди до Сул и Рондония), Парагвай, Перу и Уругвай.